# خوسيه فيريرا (شاعر)
خوسيه فيريرا (بالبرتغالية: José dos Santos Ferreira‏) (و. 1919 – 1993 م) هو شاعر برتغالي، توفي في هونغ كونغ، عن عمر يناهز 74 عاماً.

## جوائز
حصل على جوائز منها:

نيشان الأمير هنري من رتبة فارس